# Tropical Beach

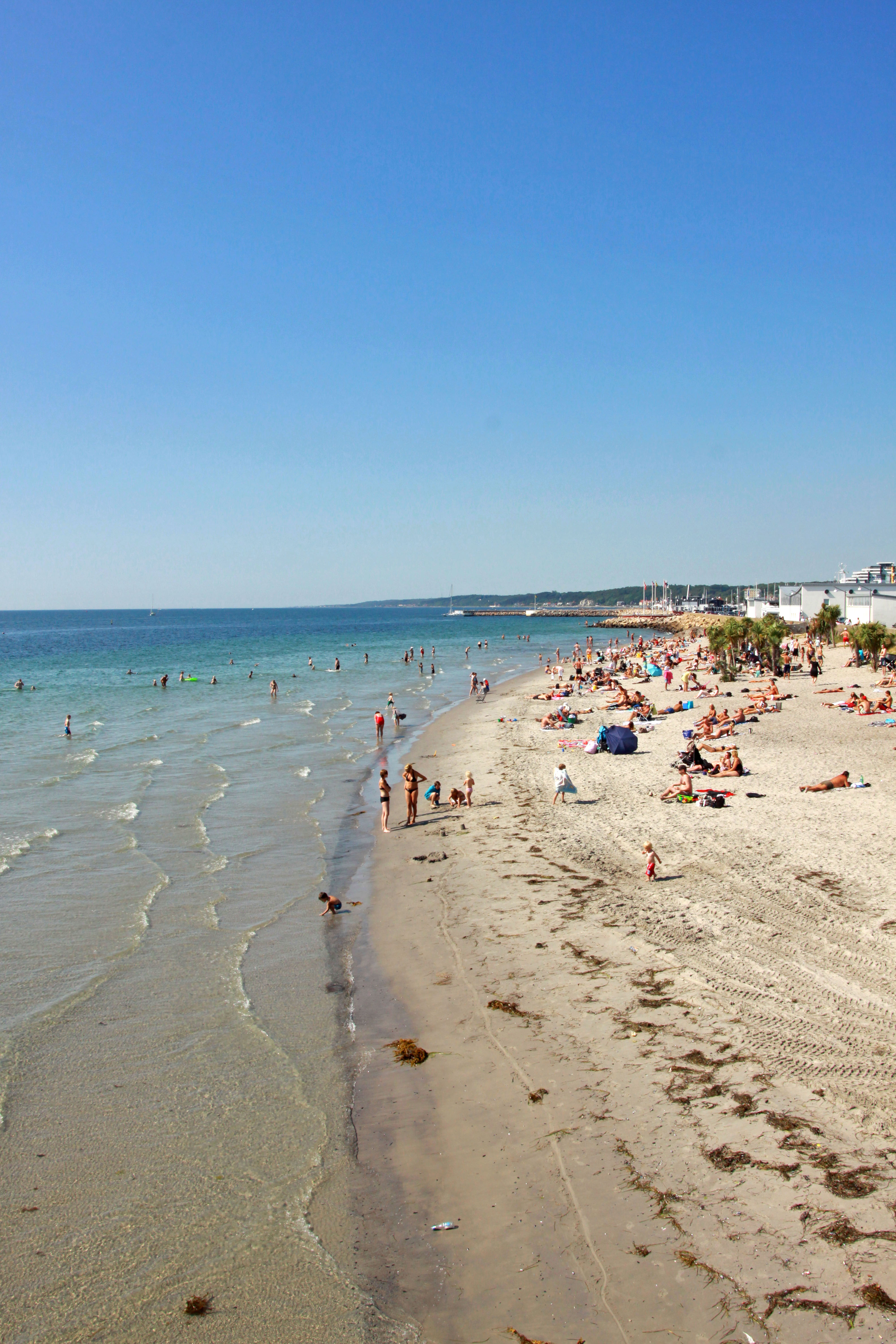
Vy över Tropical Beach.

Tropical Beach är en mindre strand i Helsingborg, belägen vid piren Parapetens södra ände invid Norra hamnen. 

## Historik
Den lilla sandstranden bildades långsamt genom sedimentation från och med Parapetens färdigställande 1892 och var något bortglömd fram till bomässan H99 år 1999. Mässan hölls bland annat på Parapeten och på initiativ från stadsträdgårdsmästaren Ola Andersson bestämde man då att piffa upp stranden genom att placera ut palmer, spänger och solstolar åt bomässans besökare under namnet Tropical Beach. Detta blev så populärt att man från Helsingborgs stads sida valde att fortsätta med detta varje sommar, en tradition som fortfarande består. Palmerna placeras ut runt månadsskiftet maj-juni och står kvar till slutet av augusti. Resten av året förvaras de i växthus. Numera är det en av Helsingborgstraktens mest populära stränder. Stranden har även en bar som serverar enklare mat, samt faciliteter i form av duschar, vattentoaletter och lekplats.
Stranden skadades svårt under vinterstormen i januari 2007, då stora delar av sanden fördes ut till havs och strandlinjen minskade med 20 till 30 meter. Helsingborgs stad spenderade därför en halv miljon kronor för att restaurera stranden. Ännu en storm under augusti 2008 utsatte palmerna för stora mängder saltvatten, vilket gjorde att de fick en typ av chock och fick plockas in i förtid.

## Bildgalleri

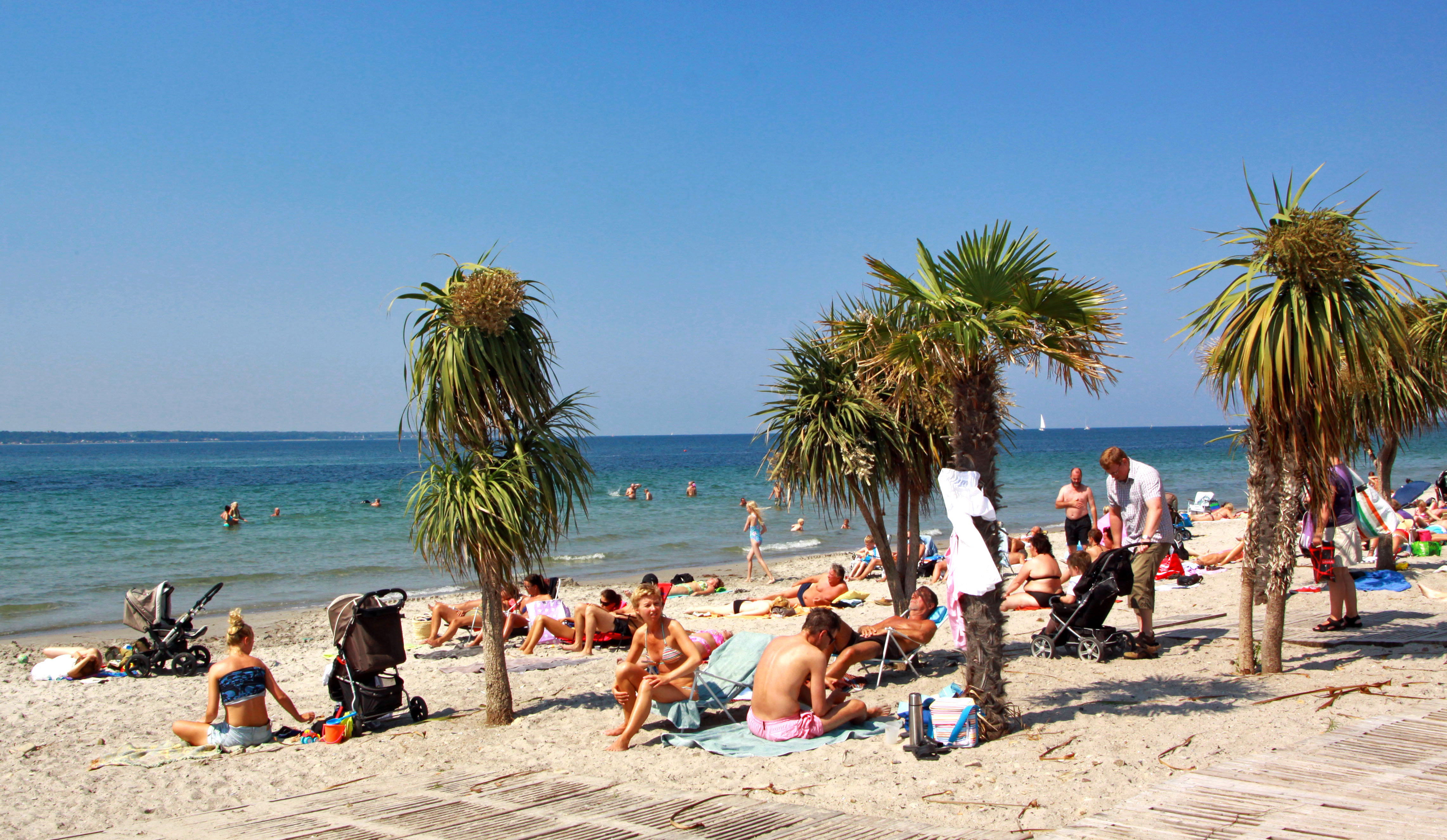
Badgäster bland palmerna.
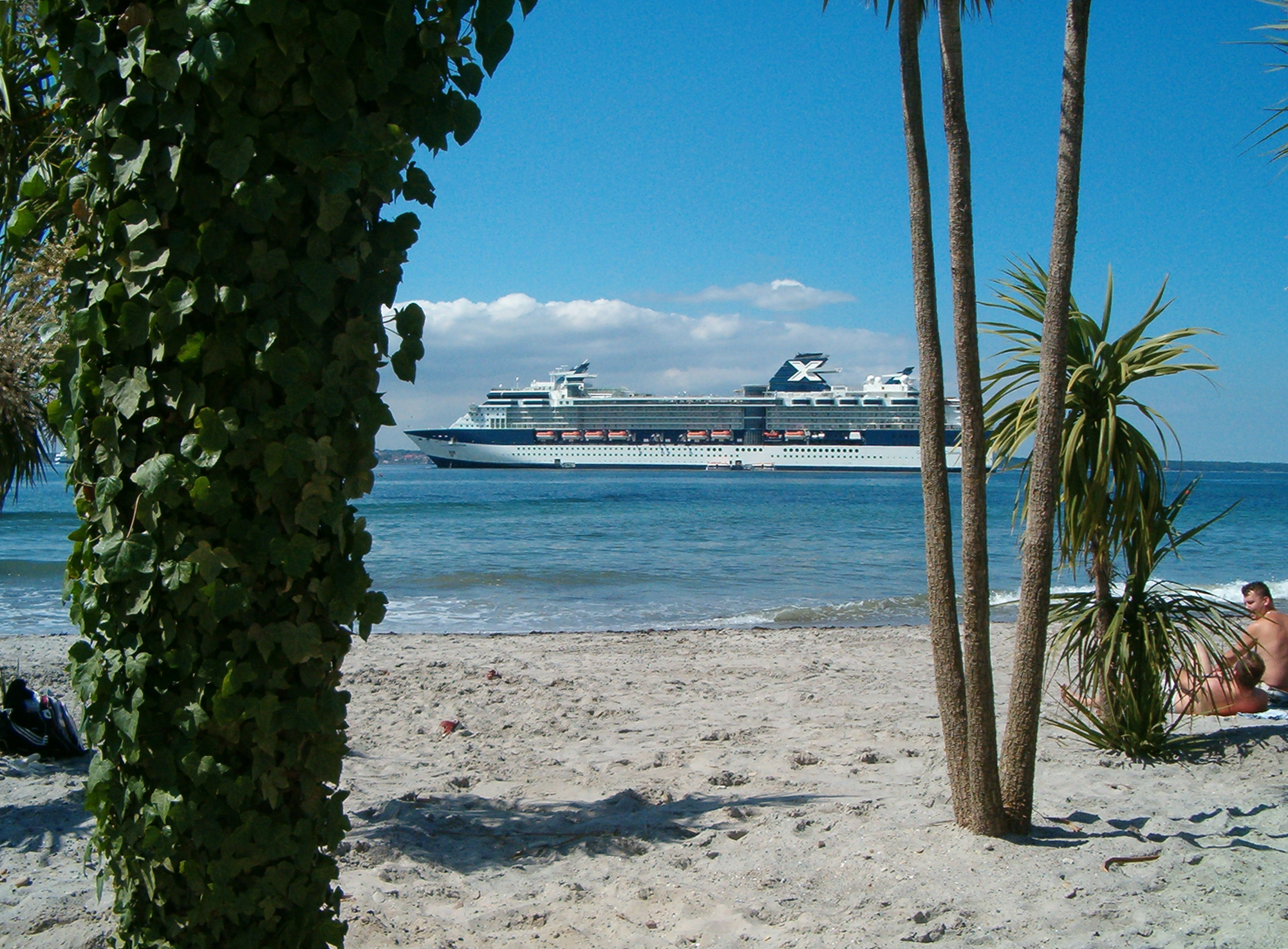
Kryssningsfartyget M/S Constellation vid ankar på redden utanför stranden.
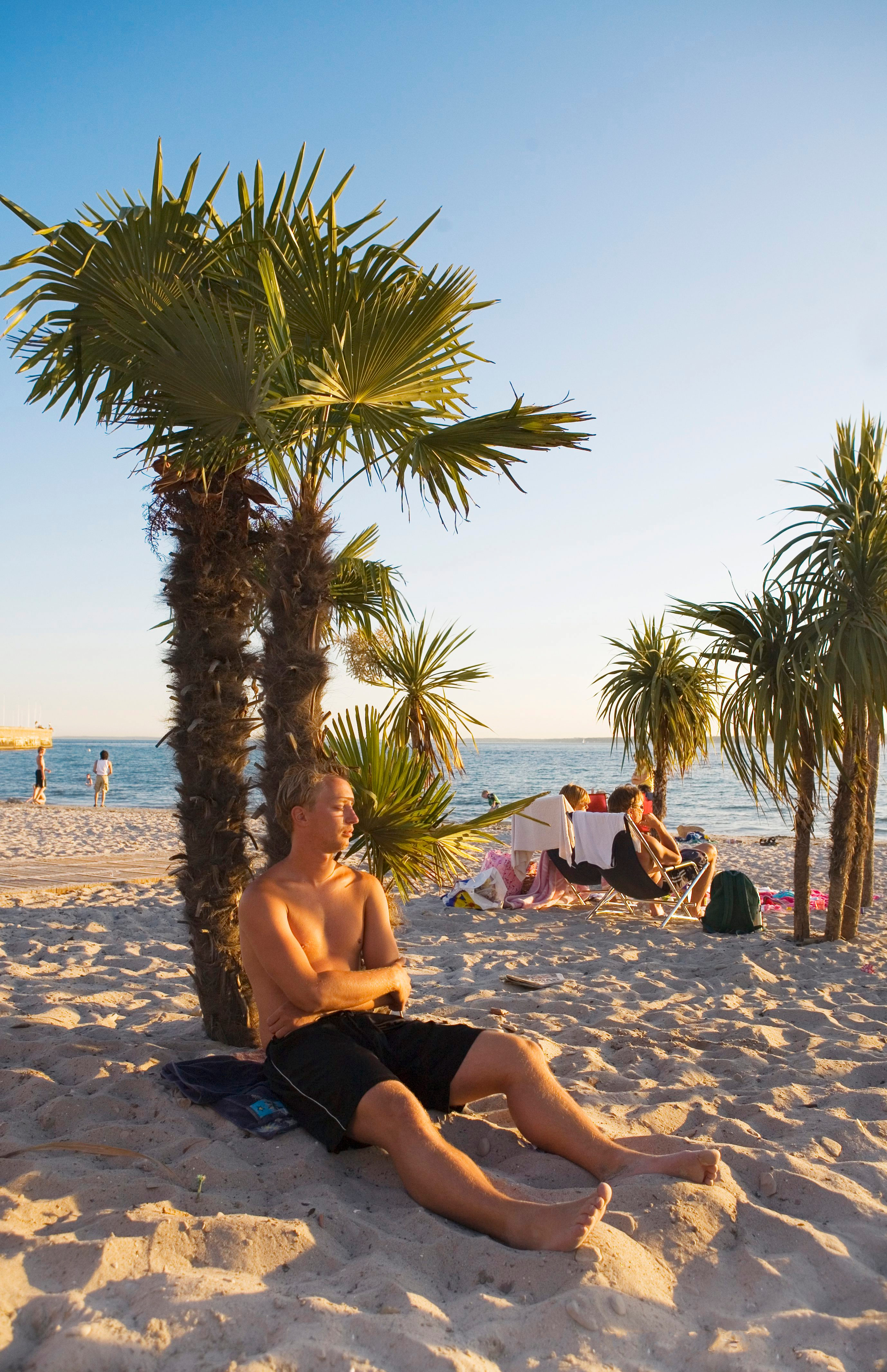
Stranden med badgäster i solnedgång.